# Восточнополесские говоры

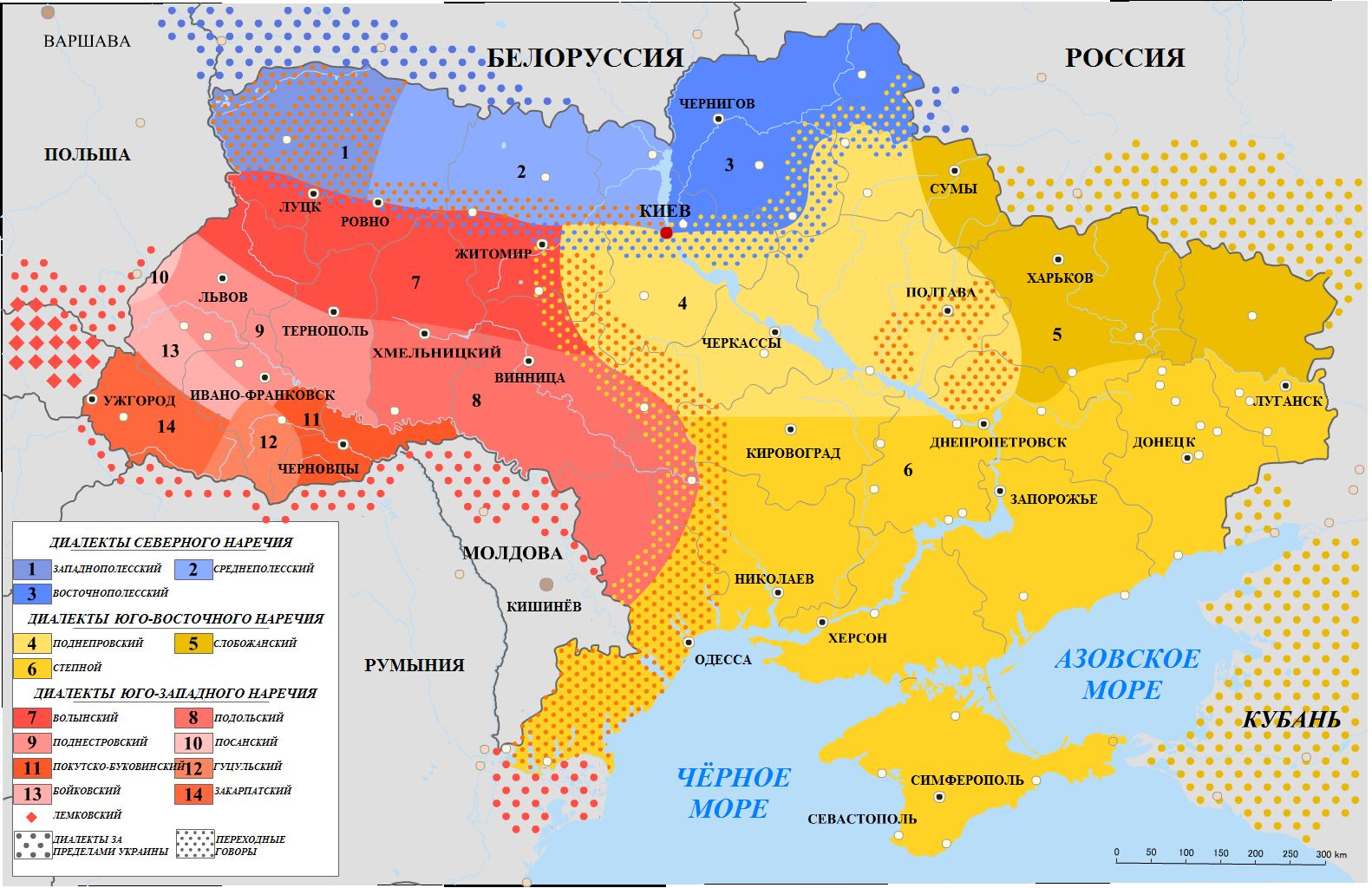
Карта украинских наречие и говоров (2005).
Восточнополесские говоры (3)

Восточнополесские (левобережно-полесские) говоры (укр. Східнополіський (лівобережнополіський) говір) — говоры северного наречия украинского языка, распространённые в северных районах Киевской, Черниговской и Сумской областей Украины, в юго-западной части Брянской области России (Стародубщина), в отдельных районах Курской, Белгородской, Воронежской областей России; граничат на юге с среднеподнепровскими говорами по линии Киев — Прилуки — Конотоп и далее по реке Сейм до границы с русскими диалектами; территория восточнополесских говоров сужается вследствие расширения на севере юго-восточного наречия; западная граница среднеднепровского диалектного ареала проходит в основном по реке Днепр и отделяет его от среднеполесского ареала; на севере граничит с белорусскими, а на северо-востоке — с русскими диалектами. Говоры западных районов Курской и Орловской областей, а также юго-востока Брянской области генетически близки к восточнополесским, однако утратили ряд его архаичных черт.
Восточнополесские говоры сохраняют много архаичных языковых форм. Диалектологи усматривают его генетические корни в диалектах полян и северян.

## Внутренняя дифференциация
Восточнополесские говоры не представляют собой единого диалектного образования — по ряду диалектных явлений они членятся на отдельные группы говоров: южная группа говоров прилегает к переходным говорам, которые граничат с говорами юго-восточного наречия и возникли вследствие междиалектной интерференции. Северная группа охватывает говоры на север от линии Днепр — устье реки Снов через Чернигов и далее крайние северные говоры по течению Десны. Особенности этой группы наречий говора объясняются взаимодействием с белорусскими наречиями. Особняком стоят крайне восточные восточнополесские говоры, специфика которых обусловлена не только географическим положением, но и миграционными процессами, происходившими на этой территории.

## Фонетические особенности
1. различение ударного и безударного вокализма — в безударной позиции количество гласных в разных говорах колеблется от 4 до 6, а в ударной. доходит до 8 фонем. восточнополесский диалект сохраняет дифтонги на месте этимологических «о», «е» и «ě» (вуол, пиеч, диед);
2. для значительной части восточнополесского диалекта характерно аканье (галава́, пабиегла, вада́);
3. в большинстве говоров дифференциация фонем «е» и «ы» не зависит от ударения;
4. наличие реликтов этимологического «и» в северо-западной части восточнополесского диалекта;
5. потеря «j» на стыке приставки и корня (вышла);
6. реликты древней мягкости губных согласных и «ч» в части восточнополесский диалекта (нуч', п’иеч);
7. ослабление фонемы «ф» и замена её «х» или «хв» (худбо́л, хва́ра);
8. сохранение звонкости конечных согласных (зуб, кровь);
9. наличие аферезы (додно́йи);
10. встречаются сильнопалатализованные д', т' с тенденцией к задненёбному произнесению.

## Грамматические особенности
1. окончание «у» в дательном падеже существительных мужского и среднего родов единственного числа (д'áдьку, селу́);
2. параллелизм именных форм в творительном падеже (руко́ю — руко́й, мно́ю — мно́й);
3. местоимение 3-й лица единственного числа в косвенных падежах выступает без начального «н» (до йийи, с йем);
4. наличие усечённых форм прилагательных и причастий мужского рода (син’и, до́бры, старый, годо́ваны) и членных нестяжённых форм женского и среднего родов (дóўгайа, жóўтейе, хотя под ударением на корне — жóўта, бо́са);
5. суффикс инфинитива -т' при глагольной основе на гласный (гаманиет', бит');
6. составная форма будущего времени (буду робит’, буду слухат’);
7. распространение синтаксической структур помежи + родительный падеж в значении «рядом» (по́меж шко́лы живе́) к (ик) + дательный падеж 'к' (к бра́ту, ик сталу́); л’а (л’е) + родительный падеж 'у' (л’а ха́ты, л’е риечкы) заза + творительный падеж (заза мно́йу); наў + родительный падеж множественного числа (наў карт, наў му́ркы);
8. употребление союзов да, дак в соединительной и противительной функциях. Черты восточнополесского диалекта имеются в произведениях Г. Барвинок, П. Кулиша, С. Васильченко, П. Тычина, А. Довженко.

## История изучения
Восточнополесские говоры исследовали В. Ганцов, А. Курило, Ю. Виноградский, Ф. Жилко, П. Лысенко, С. Николаенко, П. Попов и др.